# برتس بیز
برتس بیز (انگلیسی: Burt's Bees) یک شرکت آمریکایی چندملیتی تولید محصولات مراقبت شخصی است.